# George Steinbrenner

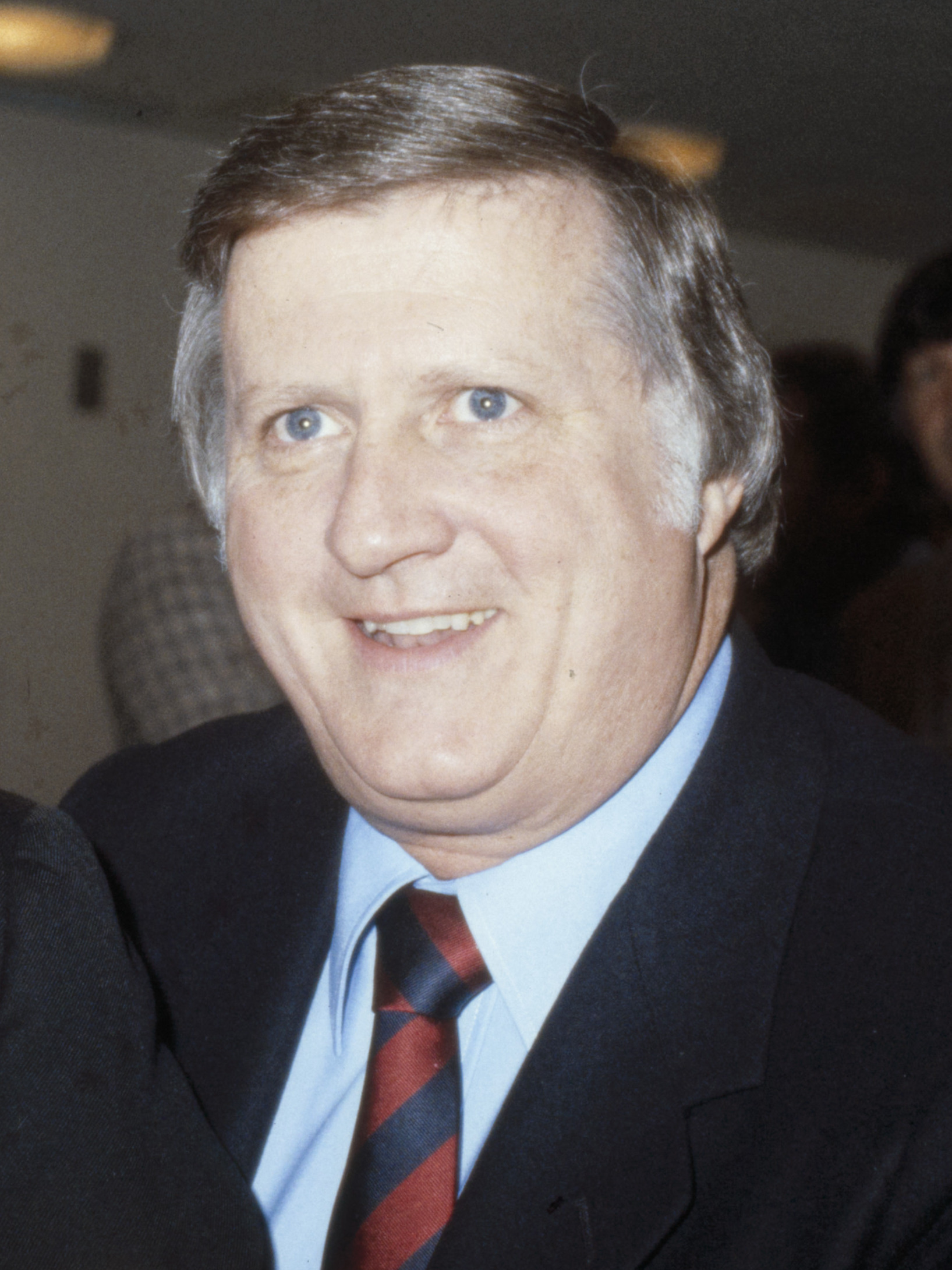
George Steinbrenner (1980)

George Michael Steinbrenner III (* 4. Juli 1930 in Rocky River, Ohio; † 13. Juli 2010 in Tampa, Florida) war ein US-amerikanischer Unternehmer und von 1973 bis 2010 der Haupteigentümer des Baseball-Teams New York Yankees. Aufgrund seines autoritären Führungsstils war er auch unter dem Spitznamen „The Boss“ bekannt.

## Leben
Steinbrenner wuchs in Cleveland auf. Er betrieb Leichtathletik und American Football an der Culver Military Academy in Indiana und trainierte weiterhin Leichtathletik am Williamson College in Massachusetts, wo er 1952 einen Abschluss erzielte. Nach zwei Jahren in der Air Force trainierte er High-School-Mannschaften in American Football in Columbus, bevor er einen Assistenztrainerjob an der Northwestern und der Purdue University annahm.
Im Jahre 1960 kaufte er die Cleveland Pipers, die in der National Industrial Basketball League spielten. Zur Gründung der American Basketball League (ABL) ließ Steinbrenner 1961 das Team in diese Liga wechseln, wo sie den Titel der ersten Spielzeit erringen konnte. Steinbrenner gelang es, in der folgenden Saison das landesweit bekannte Basketballtalent Jerry Lucas zu verpflichten. Dadurch hoffte er, die Pipers attraktiv genug für einen Wechsel in die NBA machen zu können. Der Plan ging auf, doch die ABL ließ den Ausstieg gerichtlich untersagen. Steinbrenners Team hatte nun keine Liga mehr. Er löste es auf und kehrte zur American Shipbuilding Company zurück, um sie bald aufzukaufen.
Steinbrenner versuchte vergeblich, die Cleveland Indians für 9 Millionen US-Dollar zu kaufen. 1973 gelang es Steinbrenner, mit einer Investorengruppe die New York Yankees zu übernehmen und durch die Verpflichtung von Manager Billy Martin und der Free-Agents Catfish Hunter und Reggie Jackson wieder an alte Erfolge heranzuführen.
Mediale Bekanntheit erlangte Steinbrenner in späteren Jahren durch die Sitcom Seinfeld, die in den 1990er-Jahren erfolgreichste Fernsehsendung ihres Genres in den USA. In der Serie kam es zu regelmäßigen Auftritten seines Charakters, wobei Steinbrenner jedoch nicht selbst auftrat. Stattdessen wurde stets nur der Rücken eines Doubles gezeigt und Steinbrenners Stimme imitiert (im Original von Larry David, einem der Mitbegründer der Serie). Diese Auftritte wurden als Hommage an Steinbrenner als New Yorker Original verstanden und zu einem beliebten Element der Erfolgsshow. Steinbrenner lehnte Seinfeld zunächst ab und verweigerte einen Cameo-Auftritt; später mochte er die Serie und willigte schließlich sogar in einen Auftritt im Finale der siebten Staffel ein. Die drei fertig gedrehten Szenen mussten jedoch aus Zeitgründen entfernt werden.
Steinbrenner starb am 13. Juli 2010 mit 80 Jahren in Tampa, Florida, an den Folgen eines Herzinfarktes.

## Ruf und Kontroversen
Neben den New York Yankees gehörten Steinbrenner ebenfalls Anteile der New Jersey Nets und der New Jersey Devils. Aufgrund der regelmäßig bewilligten besonders hohen Spielergehälter war er sehr umstritten. Auch tat er sich oft durch recht kontroverse Äußerungen hervor. So meinten Spötter, als die Yankees zwischen Ende der 1970er- und Mitte der 1990er-Jahre nie auch nur in die Nähe der World Series gelangten, man solle das Team doch gleich in die New York Steinbrenners umbenennen, weil es ohnehin nur George sei, der stetig für Schlagzeilen sorge.
Im Gegensatz zu vielen anderen Teambesitzern scheute Steinbrenner nicht davor zurück, mehrstellige Millionenbeträge für neue Spieler auszugeben, um sein Team zu verbessern. Seine Bereitschaft, oft auch überhöhte Gehaltsforderungen von Spielern zu erfüllen, hat ihn bei vielen Verantwortlichen und Fans anderer Teams äußerst unbeliebt gemacht, da Steinbrenner ihrer Meinung nach für die Explosion der Gehälter im Baseball verantwortlich war. 
Seine Investitions- und Risikobereitschaft sorgten andererseits für zahlreiche Titel der New York Yankees (u. a. sieben World Series-Titel zwischen 1977 und 2009) und damit für ein großes Maß an Respekt.